# Parartocarpus
Parartocarpus är ett släkte av mullbärsväxter. Parartocarpus ingår i familjen mullbärsväxter.
Kladogram enligt Catalogue of Life:
| Parartocarpus | \| \| Parartocarpus bracteatus \| \| \| \| \| \| Parartocarpus venenosa \| \| \| \| |
|               | \| \| Parartocarpus bracteatus \| \| \| \| \| \| Parartocarpus venenosa \| \| \| \| |
|               | Parartocarpus bracteatus                                                            |
|               |                                                                                     |
|               | Parartocarpus venenosa                                                              |
|               |                                                                                     |